# Syndrome de Fregoli
 (octobre 2020).
Si vous disposez d'ouvrages ou d'articles de référence ou si vous connaissez des sites web de qualité traitant du thème abordé ici, merci de compléter l'article en donnant les références utiles à sa vérifiabilité et en les liant à la section « Notes et références ».
 Mise en garde médicale
Le syndrome de Fregoli (du nom d'un célèbre transformiste italien Leopoldo Fregoli), est un trouble neuropsychiatrique, qui est classé dans les délires d'identification des personnes. Le sujet affecté par ce syndrome est convaincu qu’une personne familière se dissimule sous les traits d’un ou plusieurs individus. Il est alors le plus souvent persuadé qu'il est persécuté par une autre personne qu'il s'imagine déguisée, car changeant régulièrement d'apparence.

## Histoire
Le terme « syndrome de Fregoli » a été introduit en 1927 par Paul Courbon et Gabriel Fail (le Syndrome d'illusion de Fregoli et schizophrénie), en hommage à Leopoldo Fregoli (1867-1936), acteur et transformiste italien, célèbre pour son extraordinaire capacité à changer rapidement de costume et d’apparence sur scène. Ces deux médecins ont rapporté le cas d’une jeune domestique de 27 ans, passionnée de théâtre, qui était persuadée que deux célèbres actrices parisiennes de l’époque, Sarah Bernhardt et Robine, la persécutaient en prenant l’apparence d’autres personnes. Dans son délire, Robine ou Sarah Bernhardt la poursuivaient « pour lui prendre sa pensée, l’empêcher de faire tel ou tel geste, la forcer à en exécuter d’autres, donner des ordres et des envies… ». 
Le délire consiste à croire que plusieurs individus qui ne se ressemblent pas sont tous les incarnations d'une seule et même personne persécutante. C'est comme si le persécuteur employait le corps de tiers pour mieux persécuter sa victime. Dans le syndrome de Fregoli, le patient ne reconnaît pas mais identifie le persécuteur quelle que soit la forme que celui-ci a empruntée.

## Nosographie
Comme le syndrome de Capgras, le syndrome de Fregoli est classé à la fois dans les délires d'identification des personnes. Dans le syndrome de Capgras, également appelé illusion des sosies, le patient est convaincu qu’un proche a été remplacé par un imposteur à l’apparence rigoureusement identique. À l’inverse, dans le syndrome de Fregoli, le patient croit qu’une personne familière, parfois plusieurs, change constamment d’apparence.

## Interprétations psychopathologiques
En neuropsychiatrie cognitive, plusieurs théories ont été proposées pour rendre compte des délires d’identification des personnes (DIP), dont le syndrome de Frégoli. Elles reposent sur des modèles de reconnaissance faciale, qui varient en fonction de la localisation des anomalies cérébrales impliquées.
Sous un angle psychanalytique le syndrome de Fregoli est à considérer dans sa dimension structurale comme trouble dans le champ de la reconnaissance des personnes. Cette forme d'illusion est une forme pure de passion de l'identité : le sujet tend à identifier toujours le même sous la diversité des autres qu'il rencontre et, en cela, le nom et l'image sont disjoints. Ce qui se présente est une décomposition des coordonnées de la reconnaissance. Dans l'illusion de Fregoli, l'autre est toujours le même.

## Causes
Les délires d’identification des personnes (DIP) présentent la particularité de se manifester aussi bien dans des troubles psychiatriques sans lésion cérébrale identifiable, que dans des pathologies neurologiques où des atteintes cérébrales peuvent être objectivées. 
Le syndrome de Fregoli peut donc apparaître dans le cadre d’un trouble psychiatrique primaire ou secondaire. Dans un contexte de psychose secondaire à une pathologie neurologique, il est le plus souvent lié un accident vasculaire cérébral (AVC) ou un traumatisme crânien, parfois dans le cadre d’une maladie neurodégénérative ou d’une épilepsie.